# Rügy

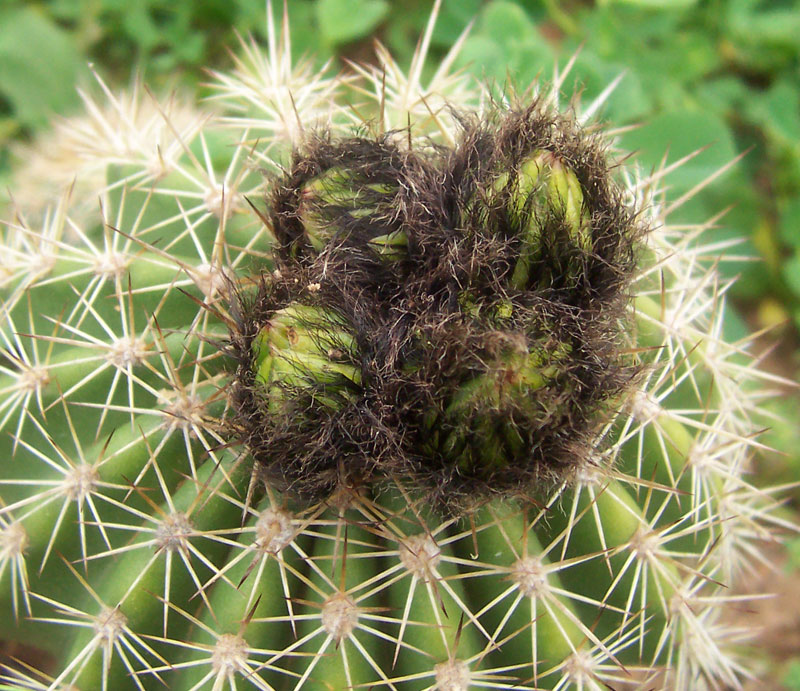
Echinopsis kaktusz bimbói (termőrügyei)

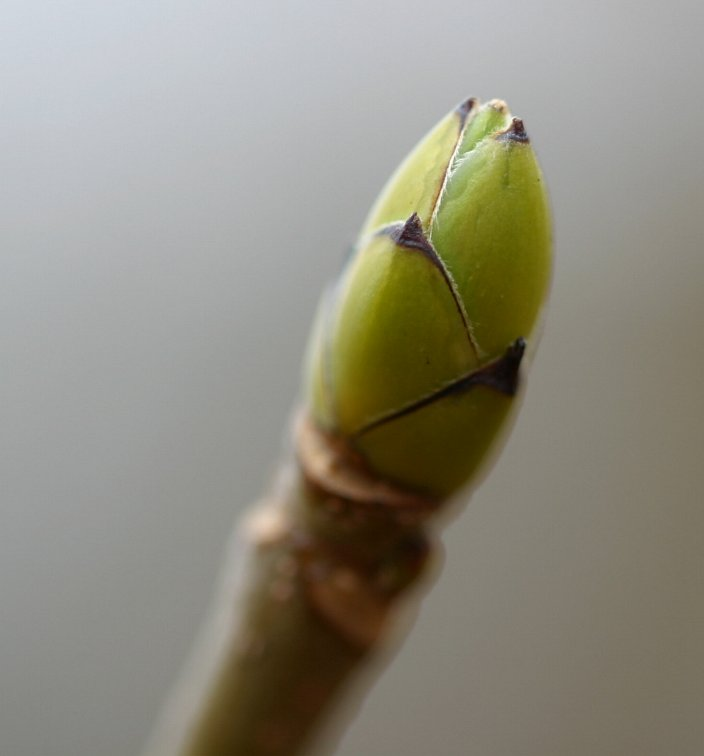
Hegyi juhar (Acer pseudoplatanus) hajtásrügye

A rügy (gemma) a szövetes növények embrionális fejlettségi állapotú hajtása, amely a levélalapon vagy a szárvégeken helyezkedik el. A rügy a védelmet szolgáló rügytakarókból és rügypikkelyekből, valamint a további növekedésért felelős rügytengelyből áll. A rügytakarók és rügypikkelyek tulajdonképpen allevelek, ezek idővel elszáradnak és lehullanak. A rügytengelyből fejlődik a hajtás.

## A rügy felépítése
A rügy csúcsi részén az osztódószövetekből felépülő hajtástenyészőkúp található, amelynek fölső része domború és sima felületű. A tenyészőkúp oldalán találjuk a levéldudorokat, melyek alatt már fejlettebb állapotban lévő, a rügytengelyről eredő levélkezdemények találhatók, melyekből majd a hajtás levélzete fejlődik ki. A levélkezdemények között is fejlődési különbség figyelhető meg. A felsőbb, osztódószövetekhez közelebbi levélkezdemények még csak alig-alig tagolódtak levéltájakra, míg az alsóbbak már jól fölismerhetően levélalapra, levélnyélre és a fajra jellemző levéllemezre tagolódtak.
A rügyet kívülről vastag, másodlagos bőrszövettel (peridermával) vagy szőrökkel borított alleveleknek tekinthető rügypikkelyek fedik, és védik az időjárási hatásaitól. Már a rügytengelyen is fölfedezhető a szárcsomókra vagy nóduszokra és a szártagokra vagy internódiumokra (csomóközökre) való tagolódás.

## Rügytípusok
- Elhelyezkedésük szerint
  - Végrügy (egyéb nevei: csúcsrügy, tetőrügy, terminális rügy, apikális rügy): A szár csúcsán helyezkedik el. Minden hajtás ilyennel végződik. A pálmák, páfrányok és a cikászok csak végrügyet fejlesztenek.
  - Oldalrügy (egyéb nevei: hónaljrügy, axilláris rügy, laterális rügy): A levélalapon helyezkedik el.
  - Járulékos rügy: Egyéb helyeken, például a törzsön vagy a gyökéren fejlődő rügy. Kivételesen még levélen is fakadhat, például begónián vagy kakukktormán.
- Funkciójuk szerint
  - Hajtásrügy (avagy vegetatív rügy): Hajtás fejlődik belőle, a levélrügyekből levelek, az ágrügyekből ágak.
  - Termőrügy (avagy generatív rügy, virágrügy), elterjedtebb nevén bimbó: Virág fejlődik belőle.
  - Vegyes rügy: Hajtás és virág is fejlődik belőle.